# Grabovo
Grabovo (în sârbă Грабово)) este un sat din Serbia. Este situat în municipiul Beočin, în provincia Voivodina. Deși, satul este localizat geografic în Sirmia, face parte din Districtul Bačka de Sud. Satul are o majoritate etnică sârbă. Populația satului, care numără 138 de persoane conform unui recensământ din 2002, se află în continuă scădere, iar satul este în pericol de dispariție.

## Localizare
Satul este situat în partea de nord a muntelui Fruška Gora. Are un singur drum asfalt: spre Sviloš în vest, peste deal, aproximativ 2 km; și două drumuri de mărăcini către Banoštor, în nord, lângă pârâul Tekeniš. Grabovo este de aproximativ 220–280 m deasupra nivelului mării.
Grabovo este unul dintre cele mai izolate sate din municipiul Beočin, dar și din regiune. Autobuzul nr.84 conectează satele Grabovo și Sviloš la Lug, Beočin și Novi Sad; funcționează numai în zilele de lucru: de trei ori pe zi la Grabovo (de la Novi Sad prin Beočin) și o dată pe zi de la Grabovo.

## Istoric
În timpul ocupației Axei în al doilea război mondial, 151 de civili au fost uciși în Grabovo de către fasciști.
| Anul recensământului | Numărul locuitorilor |
| -------------------- | -------------------- |
| 1948                 | 133                  |
| 1953                 | 212                  |
| 1961                 | 219                  |
| 1971                 | 174                  |
| 1781                 | 162                  |
| 1991                 | 142                  |
| 2002                 | 138                  |

|                                                             |            |  |        |        |
| sârbi                                                       | sârbi      |  | 97.82% | 97.82% |
| croați                                                      | croați     |  | 0.72%  | 0.72%  |
| slovaci                                                     | slovaci    |  | 0.72%  | 0.72%  |
| musulmani                                                   | musulmani  |  | 0.72%  | 0.72%  |
| necunoscut                                                  | necunoscut |  | 0%     | 0%     |
| Compoziția etnică conform recensământul populației din 2002 |            |  |        |        |

## Caracteristici
Satul are o Biserică Ortodoxă Sârbă, care este în ruine. De asemenea, are o ambulanță mică, o mică tavernă și un magazin alimentar.

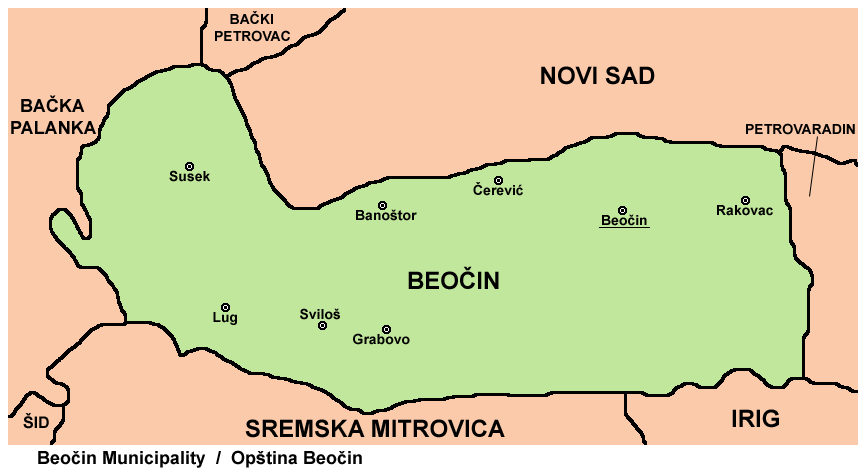
Harta municipiului Beočin, care arată locația satului Grabovo